# زاواده (شهرستان نگجتسا)
زاواده (به لهستانی:  Zawady) یک روستا در لهستان است که در گمینا یانووو واقع شده‌است. زاواده ۱۱۰ نفر جمعیت دارد.